# Ann-Katrin Berger
Ann-Katrin Berger (Göppingen, 9 oktober 1990) is een voetbalspeelster uit Duitsland. Ze speelt als doelverdediger voor NJ/NY Gotham FC in de National Women's Soccer League. Berger heeft een reputatie als penalty-killer.

## Clubcarrière
Berger begon op vierjarige leeftijd met voetballen bij KSG Eislingen. Als tiener stapte ze over naar FV Faurndau. Ze switchte meerdere keren van positie. Berger speelde als spits, middenvelder en verdediger totdat ze op haar zestiende besloot om keepster te worden met als grap dat ze 'te lui was om te rennen' en 'enorm was gegroeid'. In 2007 ging Berger in de Oberlige Baden-Württemberg voetballen. Een jaar later stapte ze over naar eerstedivisionist VfL Sindelfingen. In de zomer van 2011 tekende ze een driejarig contract bij 1. FFC Turbine Potsdam in de Bundesliga. Ze maakte haar debuut in de Bundesliga op 21 augustus 2011 in een 4-0 overwinning op Hamburger SV. Tijdens het seizoen 2011/12 kwam ze vijf keer in actie en kwam ze tot 450 speelminuten. Met Potsdam eindigde Berger op de tweede plaats in de Bundesliga. In het volgende seizoen kwam ze uit in de Champions League 2011/12 waarin overwinningen werden geboekt op Þór Akureyri en Glasgow City.
In juni 2014 tekende Berger een contract bij het Franse Paris Saint-Germain. In haar twee jaar speelde ze 22 wedstrijden voor de club uit Parijs. Berger voegde zich in juni 2016 bij Birmingham City WFC. In november 2017 werd bij Berger schildklierkanker ontdekt, waarvoor ze therapie kreeg. Tijdens haar revalidatie sprak ze uit om door te gaan met voetballen. Berger keerde op 4 februari 2018 terug als voetbalspeelster in de vierde ronde van een FA Cup wedstrijd tegen Reading FC. Na afloop van het seizoen werd ze opgenomen in het PFA Team of the Year.
In 2018 eindigde Berger met Birmingham City op de vierde plek in de Super League. Ze besloot haar aflopende contract niet te verlengen. Ze maakte de overstap naar competitiegenoot Chelsea FC op 4 januari 2019. Hoofdtrainer van de Blues, Emma Hayes, zag Berger als een belangrijk onderdeel voor het team ondanks dat Chelsea al drie keepsters onder contract had staan.
In april 2021 had Berger met meerdere reddingen een cruciale rol in het belangrijke 2-2 gelijkspel tegen Manchester City WFC, waardoor Chelsea de eerste plaats in de Super League behield. Aan het einde van het seizoen werd Chelsea landskampioen van de Super League. Berger won door 12 clean sheets te noteren de Golden Glove prijs. Op 23 augustus 2022 maakte Berger bekend dat de schildklierkanker in haar lichaam was teruggekeerd. Een kleine maand later, op 25 september 2022, keerde ze terug in een wedstrijd tegen Manchester City WFC. In maart 2023 had Berger in het Champions League seizoen 2022/23 een cruciale redding op een penalty van Lindsey Horan van Olympique Lyon, waarmee ze Chelsea aan de halve finale hielp.
In april 2024 verliet Berger Londen en tekende ze een eenjarig contract met de optie voor nog een jaar bij het Amerikaanse NJ/NY Gotham FC. In september 2024 verlengde ze haar contract tot medio 2026. Twee maanden later werd Berger door sportzender ESPN als beste doelvrouw opgenomen in een 'top 50 lijst van beste voetbalspeelsters in 2024'.
Op 25 mei 2025 won Berger met Gotham de eerste editie van de CONCACAF W Champions Cup door het Mexicaanse Tigres UANL met 1-0 te verslaan.

## Statistieken
| Seizoen | Club                      | Land             | Competitie                     | Wedstrijden | Doelpunten |
| ------- | ------------------------- | ---------------- | ------------------------------ | ----------- | ---------- |
| 2009/10 | VfL Sindelfingen          | Duitsland        | 2. Bundesliga                  | 0           | 0          |
| 2010/11 | VfL Sindelfingen          | Duitsland        | 2. Bundesliga                  | 7           | 0          |
| 2011/12 | 1. FFC Turbine Potsdam II | Duitsland        | 2. Bundesliga                  | 2           | 0          |
| 2012/13 | 1. FFC Turbine Potsdam II | Duitsland        | 2. Bundesliga                  | 4           | 0          |
| 2011/12 | 1. FFC Turbine Potsdam    | Duitsland        | Bundesliga                     | 5           | 0          |
| 2012/13 | 1. FFC Turbine Potsdam    | Duitsland        | Bundesliga                     | 0           | 0          |
| 2013/14 | 1. FFC Turbine Potsdam    | Duitsland        | Bundesliga                     | 14          | 0          |
| 2014/15 | Paris Saint-Germain       | Frankrijk        | Division 1 Féminine            | 6           | 0          |
| 2015/16 | Paris Saint-Germain       | Frankrijk        | Division 1 Féminine            | 6           | 0          |
| 2016    | Birmingham City WFC       | Engeland         | Super League                   | 6           | 0          |
| 2017    | Birmingham City WFC       | Engeland         | Super League                   | 5           | 0          |
| 2017/18 | Birmingham City WFC       | Engeland         | Super League                   | 14          | 0          |
| 2018/19 | Birmingham City WFC       | Engeland         | Super League                   | 8           | 0          |
| 2018/19 | Chelsea FC                | Engeland         | Super League                   | 1           | 0          |
| 2019/20 | Chelsea FC                | Engeland         | Super League                   | 13          | 0          |
| 2020/21 | Chelsea FC                | Engeland         | Super League                   | 17          | 0          |
| 2021/22 | Chelsea FC                | Engeland         | Super League                   | 14          | 0          |
| 2022/23 | Chelsea FC                | Engeland         | Super League                   | 15          | 0          |
| 2023/24 | Chelsea FC                | Engeland         | Super League                   | 5           | 0          |
| 2024    | NJ/NY Gotham FC           | Verenigde Staten | National Women's Soccer League | 24          | 0          |
| 2025    | NJ/NY Gotham FC           | Verenigde Staten | National Women's Soccer League | 13          | 0          |
| Totaal  | Totaal                    | Totaal           | Totaal                         | 129         | 0          |

Laatste update: 20 juli 2025

## Interlandcarrière
Berger werd in november 2018 voor het eerst opgeroepen voor het Duitse nationale team. Op 1 december 2020 maakte ze haar debuut in een EK 2022 kwalificatiewedstrijd tegen Ierland.
In 2022 werd Berger opgenomen in de Duitse selectie voor op het EK 2022 in Engeland. Duitsland haalde de finale die verloren ging na een verlenging tegen Engeland. Berger was tweede keepster achter Merle Frohms op het eindtoernooi. Een jaar later was Berger ook met haar land actief op het WK 2023 in Australië en Nieuw-Zeeland. Ze kwam niet in actie en Duitsland werd voor het eerst in de geschiedenis van het vrouwen WK uitgeschakeld in de groepsfase.
Berger werd in juli 2024 opgenomen in de Duitse selectie voor op de Olympische Spelen 2024. In Japan was ze de eerste keus onder de lat bij Duitsland. Tijdens de penaltyreeks tegen Canada in de kwartfinale redde Berger twee penalty's van Ashley Lawrence en Adriana Leon alvorens ze zelf een penalty benutte en haar land daarmee naar de halve finale schoot. In de wedstrijd om de bronzen medaille tegen Spanje hield Berger in de negende minuut opnieuw een penalty tegen, waarmee ze een belangrijke rol had in de behaalde bronzen medaille van Duitsland.
Berger werd opnieuw opgenomen in de Duitse selectie voor op het EK 2025. In de kwartfinale tegen Frankrijk op 19 juli 2025 was ze opnieuw beslissend door in de penaltyserie de pogingen van Amel Majri en Alice Sombath te keren en daarmee haar ploeg naar de halve finale te brengen.